# Papias
Papias z Hierapole (starořecky Παπίας Ἱεραπόλεως / ὁ Ἱεραπολίτης) (kolem 65 – kolem 140 Smyrna) byl prvokřesťanský biskup v Hierapoli (dnešní Pamukkale v Turecku v údolí řeky Lykos). Jeho svátek se slaví 22. února.
O jeho životě není známo téměř nic a jeho dílo „Výklad slov Páně“ (Logión kyriakón exegésis) se ztratilo. Zachovaly se jen stručné citáty u sv. Irenea z Lyonu (†202) a u Eusebia, které však jakožto nejstarší svědectví o evangeliích měly a mají velký význam. Ireneus o Papiovi mluví jako o „starším“ (presbyteros) a říká, že byl posluchačem apoštola sv. Jana a přítelem sv. Polykarpa ze Smyrny († kolem 160). Eusebius, který ve svých Církevních dějinách věnuje Papiovi 39. kapitolu 3. knihy, koriguje Ireneův omyl a ukazuje, že nešlo o apoštola Jana, nýbrž Jana presbytera, který je současnými biblisty považován za autora tří Janových epištol. Dále uvádí, že Papias sbíral osobní svědectví starších věřících, přímá i nepřímá, o Ježíšově životě (HE 3,39,4):
Setkal-li jsem se s někým, který se stýkal se staršími, podrobně jsem se vyptával, co říkali apoštolové: Co řekl Ondřej, co Petr, co Filip, Tomáš či Jakub, Jan nebo Matouš či jiný z učedníků Pána, co kázali učedníci Pána Aristion a presbyter Jan. Nevěřil jsem, že mi napsané knihy více pomohou než živý hlas živých lidí.
O vzniku evangelií cituje Eusebius toto (HE 3,39,15-16):
Také toto řekl presbyter [Jan]: "Marek byl Petrovým tlumočníkem a pečlivě zapsal všechno, co si zapamatoval. Přesto se nevázal na pořadí, co kdy Kristus mluvil a činil. Vždyť on Pána neslyšel, ani nebyl v jeho družině. Později však, jak již bylo řečeno, pobýval s Petrem, který výuku zařizoval podle potřeby svých posluchačů, ne však v přesném pořadí, jak to Pán řekl. Tím se Marek nedopustil žádné chyby, napsal-li něco tak tak, jak si to zapamatoval. Jedině se staral, aby to co slyšel, neopomenul nebo aby neřekl něco nepravdivého. (Irenaeus, Adv. Haer. V, 33)O Matoušovi uvádí toto: "Matouš psal výroky Pána v hebrejštině, a každý, kdo je překládal, překládal je jak jen mohl nejlépe". Papias používá i svědectví z prvního Janova listu a rovněž i listu Petrova. Vypráví však také o jakési ženě, která byla před Pánem obviněna z mnoha hříchů. To je vzato z Evangelia podle Židů (Evangelium secundum Hebreos). Zdá se, že i toto stojí za zaznamenání.
Konečně kritizuje některé Papiovy názory, zejména chiliasmus (HE 3,39,11-12):
Papias uvádí ještě několik neznámých podobenství, o kterých slyšel z ústního podání, ale i jiné, co spíše patří mezi pověst. Sem patří i jeho tvrzení, že po zmrtvýchvstání za tisíc let přijde na zem Kristovo království. Myslím, že si špatně vyložil, co slyšel od apoštolů. Špatně rozuměl tomu, co bylo řečeno obrazně.